# مارك أندرسون (منافس ألعاب قوى)
مارك أندرسون (بالإنجليزية: Mark Anderson)‏ هو منافس ألعاب قوى بليزي، ولد في 16 نوفمبر 1991.

## وصلات خارجية
- مارك أندرسون على موقع الاتحاد الدولي لألعاب القوى (الإنجليزية)